# Miguel Ángel Biaggio
Miguel Ángel Biaggio  (San Luis Potosí, Mexikó, 1977. szeptember 3. –) mexikói színész és énekes.

## Élete
Miguel Ángel Olivares Biagi néven született 1977. szeptember 3-án San Luis Potosíban. Karrierjét 1994-ben kezdte. 2001-ben az El juego de la vidában Antonio szerepét játszotta. 2005-ben A mostoha című telenovellában Ángel San Románt alakította. Tagja volt a Mercurio nevű bandának.
2008-ban feleségül vette Gloria Sierra színésznőt. Három gyermekük született.

## Telenovellák
- Por siempre Joan Sebastián (2016) .... Enrico Figueroa
- Fiorella (Muchacha italiana viene a casarse) (2014) .... Osvaldo Ángeles
- Que bonito amor (2012-2013) .... Susano "Susanito" Sánchez
- Amorcito corazón (2011) .... Alfonso Armendáriz
- Zacatillo, un lugar en tu corazón (2010) .... Fernando Galvez
- Un gancho al corazón (2008-2009).... Cristian Bermúdez
- Kedves ellenség (Querida enemiga) (2008) .... Gonzalo "Chalo" Carrasco
- Muchachitas como tú (2007) .... Rodrigo Suárez
- Las dos caras de Ana (2006-2007) .... Fabián Escudero
- Rebelde (2005-2006) .... Javier Alanís
- El amor no tiene precio (2005) .... Camilo Marín
- A mostoha (La madrastra) (2005) .... Ángel Rivero San Román
- A vadmacska új élete (Contra viento y marea) (2005).... Cuco
- Corazones al límite (2004) .... Samuel Cisneros Castro
- Mujer, casos de la vida real (2001-2004)
- El juego de la vida (2001-2002) .... Antonio "Toño" Pacheco
- El derecho de nacer (2001) .... Dr. Alberto Limonta
- Mi destino eres tú (2000) .... César Bécker Rodríguez
- Soñadoras – Szerelmes álmodozók (Soñadoras) (1998-1999) .... Adolfo
- Titkok és szerelmek (El privilegio de amar) (1998) .... Francisco "Pancho"
- A vipera (La mentira) (1998) .... Pepe
- El vuelo del águila (1994)